# Lindackeria paludosa
Lindackeria paludosa är en tvåhjärtbladig växtart som först beskrevs av George Bentham, och fick sitt nu gällande namn av Ernest Friedrich Gilg. Lindackeria paludosa ingår i släktet Lindackeria och familjen Achariaceae. Inga underarter finns listade i Catalogue of Life.